# 名畑城
名畑城（なばたじょう）は富山県小矢部市東蟹谷（ひがしかんだ）地区の名畑地内に在った日本の城（平城）。とやま城郭カードNo.87。

## 概要
天正12年（1584年）頃に佐々成政によって築かれた陣城。
同年に起きた小牧・長久手の戦いを契機に、成政（徳川家康を支持）と隣国である加賀国を領する前田利家（豊臣秀吉を支持）との関係が悪化。これにより両者は加賀、越中国境の各街道沿いに膨大な数の城砦を築く事態となる（国指定史跡・加越国境城跡群及び道）。
各街道の中でも特に重要視されたのが『田近越』と『小原越』であり、佐々方は『田近越』に一乗寺城、『小原越』に松根城を、対する前田方は『田近越』に朝日山城、『小原越』に切山城を配してそれぞれに大規模な改修を施して対峙した。名畑城はこの両道が越中側で合流した場所に位置しており、一乗寺城と松根城の後方支援基地としての役割を果たしたとみられる。廃城の時期に関しては不明だが、一乗寺、松根両城が落城した時点でその役目を終えていたと思われる。

## 現在
跡地に名畑神社が建っており、往時を偲ばせるものは後年建てられた石碑と案内板のみである。